# Vladimir Dišljenković
Vladimir Dišljenković (serbisch-kyrillisch Владимир Дишљенковић, ukrainisch Владімір Дішленкович Wladimir Dischlenkowytsch; * 2. Juli 1981 in Belgrad) ist ein ehemaliger ukrainischer Fußballtorhüter.

## Karriere
Dišljenković begann seine Karriere beim Hajduk Belgrad. 2001 wechselte er zu seinem ersten Großklub und unterschrieb einen Vertrag beim Roter Stern Belgrad. In der Zeit bei Roter Stern gewann er zweimal den serbischen Pokal (2002, 2004) und einmal die serbische Meisterschaft (2004). Im Meisterjahr wurde Dišljenković auch für die serbische Fußballnationalmannschaft einberufen. 
Er gab sein Debüt am 31. März 2004 im Freundschaftsspiel gegen Norwegen, zwei weitere Spiele sollten folgen. Weiters nahm er an der U-21-Fußball-Europameisterschaft 2004 in Deutschland teil, wo er mit den damaligen Serbien-Montenegro ins Finale kam. Dišljenković kam in zwei Gruppenspielen zum Einsatz. Er spielte mit Roter Stern 2004/05 und 2003/04 im UEFA-Pokal.
Im Januar 2005 kam der Wechsel in die Ukraine zu Metalurh Donezk. Bisher konnte er in der Liga noch keinen Titel gewinnen. Dišljenković ist Stammtorhüter des Vereins aus Donezk. 2010 wurde er ukrainischer Staatsbürger und musste nach den ukrainischen Gesetzen seine serbische Staatsbürgerschaft ablegen.

## Erfolge
- Serbischer Pokalsieger (2002, 2004)
- Serbischer Meister (2004)